# Мяндаш
Мя́ндаш (Мяндаш-парнь «Мяндаш-парубок», рос. парень, Мяндаш-пирре «Мяндаш-благо») — в саамській міфології, переважно східних саамів (Кольський півострів, Росія), чудовий олень-перевертень, тотем—родоначальник саамів.
У деяких міфах Мяндаш — син нойди (шаманки) Коддь-акка («старої дикунки»), що зачала його в образі важенки (самиці оленя) від хірваса (дикого оленя). Коддь-акка обернулась жінкою, але дитина все одно народилась у оленячій подобі. Дізнавшись про те, хто його батько, Мяндаш іде в тундру. З появою Мяндаша серед диких оленів людина отримує право полювати на них. 
Згідно з іншим варіантом міфу, Мяндаш є сином Мяндаш-діви, важенки, здатної, як і він, прибирати людську подобу. 
Мяндаш веде людський образ життя: полює, заготовлює дрова тощо. Вежу Мяндаша збудовано з оленячих кісток і шкур, у ній він — людина, а поза своїм житлом — знову стає оленем. 
За версією міфологічного переказу, Мяндаш просить мати посватати йому наречену людського роду: але з трьох сестер-наречених для Мяндаша, що одна за одною приводить у вежу мати Мяндаша, лише третя, наймолодша, не порушує заборон Мяндаш-діви, своїми заклинаннями вона висушує криваву річку з оленячих внутрощів (Мяндаш-йог), що відокремлює світ людей від житла Мяндаша; вона прихильно ставиться до оленів і стає дружиною Мяндаша (за версією — сама́ обертаючись на олениху). У подружжя з'являються діти, але коли наймолодший син мочить постіль з оленячих шкур (порушення мисливського табу), Мяндаш назавжди забирається разом з іншими оленями до тундри. Жінка Мяндаша у подобі важенки слідує за ними. За іншими версіями, на оленів обертаються діти Мяндаша, а дружина зберігає свою людську подобу й навчає дітей, щоб не давали вбити себе лихим мисливцям. Сама жінка одружується знову, але живе напівголодна. Мяндаш, зглянувшись над людьми, приходить до дружини уві сні й обіцяє зробити так, щоб її чоловік міг упіймати оленя. Саме відтоді, за переказами, саами вдало полюють на оленів. 
За саамськими уявленнями Мяндаш також навчив людей мистецтву полювання, подарував їм лук, встановив необхідні заборону і обмеження (наприклад, не вільно вбивати важенок). Ріг, що впаде з Мяндаша (чьорввєчутл), вкаже мисливцю, що його знайде, де водяться найбільші стада оленів.  
У саамському есхатологічному міфі Мяндаш прибирає гігантських, космічних розмірів — слід його копит є шляхом Сонця. На золоторогого білого оленя-Мяндаша полює бог-громовник Айєке—Тієрмес — коли в оленя влучить його перша стріла, з гір почне вивергатись полум'я, річки повернуть свою течію, в джерелах не стане води. Коли ж і друга стріла дістане Мяндаша (потрапить у чоло), усю землю охопить вогонь, а крига кипітиме. Коли ж собаки Тієрмеса вгризуться в небесного оленя, а бог устромить в його серце ніж, зірки падуть з неба, Сонце потоне в світовому океані, згасне Місяць, а на землі лишиться тільки попіл.
В пожертву Мяндашу приносили обіцяного оленя, що, за уявленнями саамів, мало сприяти успішним ловам. З цієї нагоди лаштували трапезу, роги забитої жертви клалися до підніжжя сейдів.